# Sabrina Botcher
 Sabrina Botcher (Feliz, Rio Grande do Sul; 4 de junio de 1995) es una futbolista profesional brasileña, se desempeña en el terreno de juego como guardameta y su actual equipo es el Brasil de Farroupilha del Brasileirao Femenino Serie A2.

## Clubes
| Club                        | País   | Año             |
| --------------------------- | ------ | --------------- |
| Foz Cataratas Futebol Clube | Brasil | 2017 - 2019     |
| Sport Club Oriente          | Brasil | 2019 - 2020     |
| Brasil de Farroupilha       | Brasil | 2021 - presente |

## Palmarés
- Campeonato Paranaense:
  - Títulos (2): 2017, 2018